# Circondario di Diéma
Il circondario di Diéma è un circondario del Mali facente parte della regione di Kayes. Il capoluogo è Bafoulabé.

## Geografia antropica

### Suddivisioni amministrative
Il circondario di Diéma è suddiviso in 15 comuni:
- Béma
- Diangounté Camara
- Dianguirdé
- Diéma
- Diéoura
- Dioumara Koussata
- Fassoudébé
- Fatao
- Gomitradougou
- Grouméra
- Guédébiné
- Lakamané
- Lambidou
- Madiga Sacko
- Sansankidé